# Provincia Libera di Guayaquil
La Provincia Libera di Guayaquil (chiamata anche Repubblica di Guayaquil) fu uno stato sudamericano sovrano e indipendente, sorto tra il 1820 e il 1822 a seguito dell'indipendenza della provincia di Guayaquil dalla corona spagnola. La provincia ebbe un governo e una costituzione provvisoria fino alla sua annessione, come Dipartimento di Guayaquil, da parte della Grande Colombia, che subito seppe estendere l'indipendenza alla Presidenza di Quito. Dieci anni più tardi, Quito, Cuenca e Guayaquil si unirono e, ribellandosi a Bolívar, formarono l'attuale Ecuador.
La Provincia Libera di Guayaquil si costituì nei territori appartenuti al Governatorato di Guayaquil, organo amministrativo coloniale dell'Impero spagnolo dichiarando la propria indipendenza il 9 ottobre 1820 per mezzo di una rivoluzione incruenta. Terminò di esistere il 13 luglio 1822, dopo essere stata annessa da Simón Bolívar alla Grande Colombia.